# Drosophila caccabata
Drosophila caccabata är en tvåvingeart som beskrevs av Elmo Hardy 1965. Drosophila caccabata ingår i släktet Drosophila och familjen daggflugor.
Artens utbredningsområde är Hawaii.